# Megumi Imayoshi
Megumi Imayoshi (今吉めぐみ, Imayoshi Megumi), née le 13 août 1987 dans la préfecture de Kumamoto, au Japon, est une chanteuse, idole japonaise du groupe de J-pop SDN48.